# ادواردو روبیو
ادواردو روبیو (انگلیسی: Eduardo Rubio؛ زادهٔ ۷ نوامبر ۱۹۸۳) بازیکن فوتبال اهل شیلی است.
از باشگاه‌هایی که او در آن بازی کرده‌است می‌توان به باشگاه فوتبال بازل، باشگاه فوتبال یونیورسیداد کاتولیکا، باشگاه فوتبال کروز آزول، و باشگاه فوتبال کولو-کولو اشاره کرد.
وی همچنین در تیم ملی فوتبال شیلی بازی کرده‌است.